# Mala Ciganlija
Mala Ciganlija (en serbe cyrillique : Мала Циганлија) est un quartier de Belgrade, la capitale de la Serbie. Il est situé dans la municipalité de Novi Beograd.
Le nom de Mala Ciganlija, « la petite Cinganlija », lui est attribué par comparaison avec l'île de Ada Ciganlija, qui se trouve au sud-est.

## Caractéristiques
Mala Ciganlija est une péninsule située sur la rive gauche de la Save. Elle s'étend sur 1 km de long et 200 m de large. Elle comprend la baie de Zimovnik (« l'abri pour l'hiver ») et accueille les installations des chantiers navals Belgrade. Administrativement, elle est un prolongement du Blok 69.
Autrefois, la presqu'ïle était totalement inhabitée et couverte de forêt. Depuis les vingt dernières années, la moitié de son territoire, à l'ouest, a été urbanisé et industrialisé. Cette évolution accompagne le développement des chantiers navals de la ville et l'exploitation grandissante des graviers et du sable de la rive gauche de la Save. En revanche, la partie la plus à l'est de la péninsule reste pratiquement intacte.
Le Nouveau pont ferroviaire (en serbe : Novi železnički most) passe à l'extrémité la plus orientale de la presqu'île.